# Velsignelsen
|  | Denne artikel er oprettet af botten PalnaBot ud fra en ekstern database. Den kan derfor have sproglige fejl eller mangler. Denne skabelon kan fjernes efter kontrol af indholdet. |

Velsignelsen er en film instrueret af Heidi Maria Faisst efter eget manuskript.

## Handling
Katrine og Andreas er et par i starten af 30'erne. De bliver forældre for første gang til en yndig lille pige. Alt er tilsyneladende glæde og idyl, lige til Andreas må tage til Amsterdam nogle dage med sit arbejde. Katrine har svært ved sin rolle som mor og rækker ud efter sin egen mor Lise for at få hjælp. Men det, der skulle have været en hjælp og en støtte for Katrine, bliver til en kamp. En kamp for at skabe et bånd til sin nyfødte datter og samtidig forsøge at finde vejen gennem et snørklet og betændt forhold til sin dominerende mor. Katrine prøver at finde sin plads i en ny tilværelse, der langsomt synes at gå i opløsning.